# Diidrogenofosfato di potassio
Il diidrogenofosfato di potassio (KDP) (anche fosfato monopotassico (MKP) o fosfato di potassio monobasico) è un sale di potassio dell'acido fosforico con formula KH2PO4. 
Insieme all'idrogenofosfato di potassio (K2HPO4.(H2O)x) è spesso usato come fertilizzante, additivo alimentare e agente tampone. 
Il sale spesso cocristallizza con il sale dipotassico e con l'acido fosforico
I cristalli singoli sono paraelettrici a temperatura ambiente. 
A temperature inferiori a -150 °C , diventano ferroelettrici.
A temperatura ambiente si presenta come un solido incolore e inodore.

## Struttura
Il diidrogenofosfato di potassio può esistere in diversi polimorfi. A temperatura ambiente forma cristalli paraelettrici con simmetria tetragonale. Dopo il raffreddamento a -150 °C si trasforma in una fase ferroelettrica di simmetria ortorombica e la temperatura di transizione si sposta fino a -50 °C, quando l'idrogeno viene sostituito dal deuterio. Il riscaldamento a 190 °C cambia la sua struttura in monoclina. Quando riscaldato ulteriormente, il diidrogenofosfato di potassio si decompone, per perdita di acqua, in metafosfato di potassio, KPO3 a 400 °C.
| Simmetria   | Gruppo spaziale | n° del gruppo spaziale | Simbolo di Pearson | a (nm) | b (nm) | c (nm) | Z | Density (g/cm3) | T (°C, K)                            |
| ----------- | --------------- | ---------------------- | ------------------ | ------ | ------ | ------ | - | --------------- | ------------------------------------ |
| Ortorombica | Fdd2            | 43                     | oF48               | 1,0467 | 1,0533 | 0,6926 | 8 | 2,37            | < -150 °C, 123 K                     |
| Tetragonale | I42d            | 122                    | tI24               | 0,744  | 0,744  | 0,697  | 4 | 2,34            | da -150 °C a 190 °C, da 123 K a 463K |
| Monoclina   | P21/c           | 14                     | mP48               | 0,733  | 1,449  | 0,747  | 8 |                 | da 190 °C a 400 °C, da 463 K a 673 K |

## Produzione
Il diidrogenofosfato di potassio è prodotto dall'azione dell'acido fosforico sul carbonato di potassio.

## Applicazioni
La polvere di diidrogenofosfato di potassio di tipo fertilizzante contiene l'equivalente del 52% P2O5 e 34% K2O, ed è etichettato NPK 0-52-34. La polvere di diidrogenofosfato di potassio viene spesso utilizzata come fonte di nutrienti nel commercio delle serre e nell'idroponica.
Come cristallo, il diidrogenofosfato di potassio è noto per le sue proprietà ottiche non lineari. Utilizzato in modulatori ottici e per ottiche non lineari come la generazione di seconda armonica (SHG).
Il diidrogenofosfato di potassio è utilizzato principalmente in biochimica e nelle scienze naturali correlate per la produzione di soluzioni tampone. Viene spesso utilizzato insieme al dipotassio idrogeno fosfato che, contrariamente al diidrogenofosfatodi potassio, ha una reazione basica. Il fosfato basico associato è il fosfato di potassio. Le combinazioni dei tre sali portano a soluzioni acquose di fosfato con un valore di pH definito. I fosfati di idrogeno di potassio possono essere sostituiti dai corrispondenti fosfati di idrogeno di sodio se non si desiderano ioni di potassio.
Il diidrogenofosfato di potassio è utilizzato nella tecnologia alimentare come regolatore di acidità. Insieme al fosfato dipotassico secondario (K2HPO4) e al fosfato di potassio terziario (K3PO4), è approvato nell'UE come additivo alimentare con il numero comune E340 ("fosfato di potassio") per determinati alimenti, ciascuno con diverse restrizioni sulla quantità massima. Secondo l'ordinanza per l'approvazione degli additivi, queste sono - in gran parte uniformi per la maggior parte dei fosfati approvati - specifiche individuali per un'ampia gamma di numerosi tipi diversi di alimenti. Le quantità massime consentite variano da 0,5 a 50 grammi per chilogrammo (negli sbiancanti per caffè per distributori automatici) o la mancanza di un limite fisso. Si sospetta che l'acido fosforico e i suoi sali causino iperattività, reazioni allergiche e osteoporosi. È stata fissata una dose giornaliera ammissibile di 70 milligrammi per chilogrammo di peso corporeo per la quantità totale di acido fosforico e fosfati ingeriti.
Da segnalare anche il KD*P, dideuterio fosfato di potassio, con proprietà leggermente diverse. Il KDP altamente deuterato viene utilizzato nella conversione di frequenza non lineare della luce laser, invece che del KDP protonato (normale) a causa del fatto che la sostituzione dei protoni con deuteroni nel cristallo sposta il terzo tono del tratto molecolare OH forte a lunghezze d'onda più lunghe, spostandolo principalmente fuori dall'intervallo della linea fondamentale a circa 1064 nm. Il KDP normale ha assorbanze a questa lunghezza d'onda di circa il 4,7-6,3% per cm di spessore, mentre il KDP altamente deuterato ha assorbanze tipicamente inferiori allo 0,8% per cm.
Il diidrogenofosfato di potassio viene utilizzato come ingrediente nelle bevande sportive come Gatorade e Powerade.
In medicina, il diidrogenofosfato di potassio viene utilizzato per la sostituzione del fosfato nell'ipofosfatemia.